# سولاريس باربا
سولاريس دي لا لونا باربا كانيزاليس (من مواليد 1 مارس 1999) هي عارضة أزياء بنمية وحاملة لقب ملكة جمال الكون ، والتي توجت ملكة جمال الكون في بنما 2022 وسيمثل بنما في ملكة جمال الكون 2022.
توجت باربا سابقًا بلقب ملكة جمال العالم في بنما 2018. مثلت بنما في مسابقة ملكة جمال ملكة جمال العالم 2018 في الصين. احتلت المرتبة الـ 12 الأولى وفازت بلقب ملكة جمال العالم للأمريكتين 2018.